# Cissus
Genre
Classification APG III (2009)
Cissus est un genre de plantes grimpantes de la famille des Vitaceae (à laquelle appartient aussi la vigne). Elles sont d'origines géographiques très diverses, en majorité de régions tropicales.
Parmi les espèces les plus répandues, Cissus antarctica et Cissus rhombifolia sont des plantes d'appartement.
Les cissus ont généralement des fleurs 4-mères (alors que celles des Vitis sont 5-mères) en cymes ombelliformes. 
Cissus quadrangularis est une plante médicinale connue depuis longtemps pour soigner les ligaments et les tendons. Elle favorise aussi la croissance des os après des fractures ou en cas d'arthrite 
,.

## Liste d'espèces
Il existe environ 80 espèces de Cissus, parmi lesquelles on trouve :
- Cissus antarctica
- Cissus arborea
- Cissus bipinnata
- Cissus gongylodes
- Cissus hypoglauca
- Cissus obovata Vahl
- Cissus orientalis
- Cissus quadrangularis L.
- Cissus rhombifolia
- Cissus stans
- Cissus striata
- Cissus subaphylla
- Cissus trifoliata (L.) L.
- Cissus tuberculata Jacq.
- Cissus tuberosa
- Cissus verticillata (L.) D.H. Nicols. & Jarvis, liane molle

Selon ITIS (21 avr. 2010) :
- Cissus erosa  L.C. Rich.
- Cissus intermedia  A. Rich.
- Cissus nodosa  Blume
- Cissus obovata  Vahl
- Cissus repens  Lam.
- Cissus rhombifolia  Vahl
- Cissus rotundifolia  (Forssk.) Vahl
- Cissus trifoliata  (L.) L.
- Cissus tuberculata  Jacq.
- Cissus verticillata  (L.) D.H. Nicols. & Jarvis

Selon NCBI (21 avr. 2010) :
- Cissus adnata
- Cissus albiporcata
- Cissus amazonica
- Cissus anisophylla
- Cissus antarctica
- Cissus aralioides
- Cissus cactiformis
- Cissus cardiophylla
- Cissus cornifolia
- Cissus discolor
- Cissus erosa
- Cissus hastata
- Cissus hypoglauca
- Cissus incisa
- Cissus integrifolia
- Cissus oblonga
- Cissus cf. oliveri 2237
- Cissus penninervis
- Cissus pentaclada
- Cissus phymatocarpa
- Cissus producta
- Cissus quadrangularis
- Cissus reniformis
- Cissus repanda
- Cissus repens
- Cissus rhombifolia
- Cissus rostrata
- Cissus rotundifolia
- Cissus sciaphila
- Cissus simsiana
- Cissus sterculiifolia
- Cissus striata
- Cissus sylvicola
- Cissus trothae
- Cissus tuberosa
- Cissus tweediana
- Cissus ulmifolia
- Cissus verticillata
- Cissus vinosa